# Amomum procurrens
Amomum procurrens là một loài thực vật có hoa trong họ Gừng. Loài này được François Gagnepain mô tả khoa học đầu tiên năm 1903. Năm 1930, Ludwig Eduard Loesener chuyển nó sang chi Elettariopsis với danh pháp tương ứng là Elettariopsis procurrens. Phân tích phát sinh chủng loại phân tử chi Amomum nghĩa rộng năm 2018 của de Boer et al. cho thấy nó thuộc về chi Amomum nghĩa hẹp, vì thế nó được các tác giả chuyển lại về chi Amomum.

## Phân bố
Loài này có ở ven vịnh Triton phía bắc đảo New Guinea, trong huyện Kaimana, tỉnh Tây Papua, Indonesia.